# Bitva povrchů
| Bitva povrchů Rafael Nadal vs. Roger Federer |                             |                             |                             |                             |                             |
|                                              | 1.                          | 2.                          | 3.                          |                             |                             |
| Rafael Nadal                                 | 7                           | 4                           | 712                         |                             |                             |
| Roger Federer                                | 5                           | 6                           | 610                         |                             |                             |
|                                              |                             |                             |                             |                             |                             |
| Datum:                                       | 2. května 2007              | 2. května 2007              | 2. května 2007              | 2. května 2007              | 2. května 2007              |
| Místo:                                       | Palma de Mallorca Španělsko | Palma de Mallorca Španělsko | Palma de Mallorca Španělsko | Palma de Mallorca Španělsko | Palma de Mallorca Španělsko |

Bitva povrchů byl mužský exhibiční zápas v tenisu, který se odehrál 2. května 2007. Účastnili se jej světová jednička Roger Federer ze Švýcarska a druhý hráč žebříčku Rafael Nadal ze Španělska. 
Dějištěm se stala Palma de Mallorca, hlavní město španělského autonomního společenství Baleáry na ostrově Mallorca, kde se také španělský tenista narodil. Utkání hostil krytý dvorec vybudovaný v Palma Arena. Vítězem se stal Nadal po třísetovém průběhu 7–5, 4–6 a 7–6(12–10).

## Pozadí
Zápas byl odehrán na speciálním tenisovém dvorci, jehož jedna polovina měla antukový povrch a druhá nesla travnatý porost. Jednalo se o nejpomalejší a nejrychlejší tenisový povrch. Celková příprava kurtu trvala devatenáct dnů a náklady dosáhly částky 1,63 miliónu dolarů. Klání přihlíželo přímo v aréně 7 200 diváků. Z duelu byl pořizován živý televizní přenos do světa. Problém nastal s travnatým pažitem, který se nedokázal uchytit k podkladu a celý – o rozloze 400 m2, musel být v noci před hrou nahrazen novým.
Oba aktéři nastoupili do střetnutí na dvorci pokrytém dvěma povrchy, na nichž dominovali tehdejšímu světovému tenisu. Pro Rafaela Nadala to byla antuka a pro Rogera Federera tráva. Švýcarský tenista byl v době duelu na trávě neporažen pět let bez přerušení, když držel šňůru 48 vítězných utkání, včetně čtyř wimbledonských trofejí. Nadal nastupoval do bitvy jako dvojnásobný šampión Roland Garros s tříletou neporazitelností na antuce, což představovalo sérii 72 výher v řadě na tomto povrchu. Poprvé v historii tak na dvorci se dvěma povrchy změřili síly úřadující wimbledonský vítěz a aktuální šampión French Open.
Ve střetnutí docházelo k pravidelné výměně stran dle tenisových pravidel. Při každé změně strany se oba tenisté přezuli do vhodné obuvi. O vítězi rozhodla až zkrácená hra rozhodující třetí sady, kterou získal ve svůj prospěch Nadal poměrem míčů 12:10.
Český tenisový trenér a bývalý reprezentant Jiří Hřebec k utkání sdělil: „Takový zápas se nedá brát vážně, je to jenom zábava pro lidi, na kterých chtěli pořadatelé vydělat peníze.“